# Kappa Coronae Borealis
Kappa Coronae Borealis (κ CrB / 11 Coronae Borealis / HD 142091) es una estrella en la constelación de Corona Boreal de magnitud aparente +4,82. En 2007 se anunció el descubrimiento de un planeta extrasolar en torno a esta estrella.
Situada a 99 años luz del sistema solar, Kappa Coronae Borealis es una subgigante naranja de tipo espectral K1IVa con una temperatura superficial de 4844 ± 25 K y una luminosidad equivalente a 14 soles.
Posee una metalicidad —abundancia relativa de elementos más pesados que el helio— similar a la del Sol ([Fe/H] = +0,07).
Con una masa 1,8 veces mayor que la masa solar, en el pasado fue una estrella blanca de la secuencia principal.
Al agotar su hidrógeno interno, ha comenzado a evolucionar hacia una verdadera gigante, siendo su radio actual 4,7 veces más grande que el radio solar. Su edad aproximada es de 2500 millones de años.

## Sistema planetario
En 2007 se dio a conocer la existencia de un planeta joviano (Kappa Coronae Borealis b) cuya masa mínima, dado que se desconoce la inclinación de la órbita, es 1,8 veces mayor que la masa de Júpiter. Completa una órbita cada 1191 días (3,26 años) y se mueve a 2,7 UA de la estrella. Aunque en el futuro la estrella se expandirá hasta el equivalente a la órbita terrestre, el planeta está lo suficientemente alejado para no ser destruido. La presencia de un planeta en torno a una estrella que en el pasado fue de tipo A —más masivas que el Sol y frecuentemente rodeadas por un disco circunestelar— demuestra que estas estrellas también pueden albergar sistemas planetarios.
| Acompañante (En orden desde la estrella) | Masa (MJ) | Período orbital (días) | Semieje mayor (UA) | Excentricidad |
| ---------------------------------------- | --------- | ---------------------- | ------------------ | ------------- |
| b                                        | > 1,8     | 1191 ± 10              | 2,7                | 0,19 ± 0,1    |